# 응우옌호앙
응우옌호앙(베트남어: Nguyễn Hoàng / 阮潢 완황, 1525년 9월 26일(음력 9월 10일) ~ 1613년 7월 20일(음력 6월 3일))은 대월 후 레 왕조 응우옌 주의 제1대 군주(재위: 1558년 ~ 1613년)이다. 응우옌낌의 둘째 아들로, 생모는 응우옌씨(阮氏)이다.

## 생애
막 왕조 민득 원년(1527년), 응우옌낌이 막당중이 제위를 찬탈하여 막 왕조를 세운 것에 불만을 품고 후 레 왕조의 유신들을 이끌고 애뢰(哀牢, 현재의 라오스)로 달아나 왕조의 재기를 도모하였다. 응우옌낌은 응우옌호앙을 태부(太傅) 응우옌으끼(베트남어: Nguyễn Ư Kỷ / 阮於己 완어기)에게 부탁하여 돌보게 했다. 이후 응우옌낌이 레 장종을 옹립하여 막 왕조에 대항하자 응우옌호앙도 종군하였고, 옥산현(玉山縣)에서 막 왕조의 장수 찐찌((베트남어: Trịnh Chí / 鄭誌 정지))를 참살하여 장종의 칭찬을 받았다.
응우옌호아 13년(1545년), 응우옌낌이 죽자 그의 첫째 아들 응우옌우옹(베트남어: Nguyễn Uông / 阮汪 완왕)이 좌승상(左丞相)을, 사위인 찐끼엠(베트남어: Trịnh Kiểm / 鄭檢 정검)이 우승상(右丞相)을 맡았다. 그런데 찐끼엠이 병권을 장악하고 응우옌우옹을 죽인 뒤 정사를 오로지하자 응우옌호앙은 매우 불안해져 응우옌으지와 함께 칭병하고 다시는 조정에 나오지 안았다. 응우옌호앙은 스스로를 보전하기 위해 사람을 응우옌빈키엠에게 보내 방법을 묻게 하였다. 응우옌빈키엠은 "횡산(橫山) 일대가 만대토록 몸을 의탁할 만합니다."라고 하면서 남방에서 근거지를 세울 것을 건의하였다. 응우옌호앙은 매우 그렇다고 여겨 누나인 응우옌 티 응옥바오(베트남어: Nguyễn Thị Ngọc Bảo / 阮氏玉寶 완씨옥보)를 통해 찐끼엠에게 투언호아(順化)를 진수하게 해 달라고 하였다.
찐찌 원년(1558년), 찐끼엠은 응우옌호앙의 요청에 동의하였고, 응우옌호앙은 투언호아를 지키는 기회를 틈타 남방에서 응우옌 주의 기반을 닦았다. 해당 지역 사람들은 그를 선주(베트남어: Chúa Tiên / 主僊)로 칭하였다.
응우옌호앙은 비록 투언호아에 머무르게 되었지만 여전히 후 레 왕조의 조정에 충성을 표시하였고, 병사를 보내 찐끼엠이 막 왕조를 공격하는 것을 돕게 하였다. 또한 두 차례 병사를 이끌고 입조하여 황제를 알현하였다.
찐찌 12년(1569년) 9월, 입조하여 레 영종을 알현하였다.
찐찌 13년(1570년) 정월, 투언호아로 돌아갔다. 영종이 광남총병(廣南總兵) 응우옌바꾸인(阮伯駉)을 소환하고 응우옌호앙이 영순화광남이처(領順化廣南二處)를 겸하게 하였다.
자타이 원년(1573년), 레 세종이 응우옌호앙을 태부(太傅)로 진봉시켰고, 서도(西都)로 공물과 부세를 보내게 하였다.
꽝흥 16년(1593년) 4월, 세종이 탕롱으로 환도하였다. 5월, 응우옌호앙이 세종을 알현하였다.
턴득 원년(1600년) 5월, 투언호아로 돌아갔다. 이때부터 응우옌 주는 다시 탕롱으로 와서 황제를 알현하지 않았다.
호앙딘 5년(1604년), 순화광남이처(順化廣南二處)의 행정 구역을 다시 구획하여 6부(府) 22현(縣)으로 나누었다.
호앙딘 12년(1611년), 처음으로 부안부(富安府)를 설치하였고, 동춘(同春), 수화(綏和) 2현을 설립하였다.
호앙딘 14년 6월 초삼일(1613년 7월 20일), 사망하니 향년 89세(만 87세)였다. 

## 봉호, 시호, 능호
응우옌호아 13년(1545년)에 하계후(베트남어: Hạ Khê Hầu / 夏溪侯)로 음봉(蔭封)되었으며, 이후에 단군공(베트남어: Đoan Quận Công / 端郡公)에 진봉되었다.
자타이 원년(1573년)에 태부(太傅)에 진봉되었으며, 꽝흥 16년(1593년) 4월에 중군도독부(中軍都督府) 좌도독(左都督) 겸 장부사(掌府事) 겸 태위(太尉) 겸 단국공(베트남어: Đoan Quốc Công / 端國公)으로 진봉시켰다.
응우옌호앙 사후 레 경종은 그에게 근의공(베트남어: Cần Nghĩa Công / 謹義公)을 추증하였다. 응우옌푹응우옌이 시호를 근의달리현응소우요령가유왕(베트남어: Cần Nghĩa Đạt Lý Hiển Ứng Chiêu Hựu Diệu Linh Gia Dụ Vương / 謹義達理顯應昭祐耀靈嘉裕王)이라고 하였다.
까인흥 5년 4월 12일(1744년 5월 23일), 응우옌푹코앗이 정식으로 왕을 칭하고 응우옌호앙의 시호를 고쳐 조기수통흠명공의근의달리현응소우요령가유태왕(베트남어: Triệu Cơ Tùy Thống Khâm Minh Cung Úy Cần Nghĩa Đạt Lý Hiển Ứng Chiêu Hựu Diệu Linh Gia Dụ Thái Vương / 肇基垂統欽明恭懿謹義達理顯應昭祐耀靈嘉裕太王)이라 하였고, 묘호를 열조(베트남어: Liệt Tổ / 烈祖)로 하였다.
자롱 5년 6월 초파일(1806년 7월 23일), 자롱 황제가 묘호를 태조(베트남어: Thái Tổ / 太祖), 시호를 조기수통흠명공의근의달리현응소우요령가유황제(베트남어: Triệu Cơ Tùy Thống Khâm Minh Cung Úy Cần Nghĩa Đạt Lý Hiển Ứng Chiêu Hựu Diệu Linh Gia Dụ Hoàng Đế / 肇基垂統欽明恭懿謹義達理顯應昭祐耀靈嘉裕皇帝)로 추존하였다. 능호를 장기릉(베트남어: Trường Cơ Lăng / 長基陵)이라 하였다.

## 가족 관계

### 후비
| 봉호        | 시호                                             | 이름 (성씨)                        | 별칭 | 생몰년도 | 국구 (장인/장모) | 비고  |
| ----------- | ------------------------------------------------ | ---------------------------------- | ---- | -------- | ---------------- | ----- |
| 정실 (正室) | 자량의비 (Từ Lương Ý Phi /慈良懿妃)              | 응우옌 티 (Nguyễn Thị /阮氏 /완씨) |      |          |                  | [ 1 ] |
| 부인 (夫人) | 단국태부인 (Đoan Quốc Thái Phu Nhân /端國太夫人) |                                    |      |          |                  |       |
| 부인 (夫人) | 명덕왕태비 (Minh Đức Vương Thái Phi /明德王太妃) |                                    |      |          |                  |       |

### 공자
| -  | 봉호                             | 시호                    | 이름                                                  | 생몰년도        | 생모               | 자식            | 별칭  | 비고                  |
| -- | -------------------------------- | ----------------------- | ----------------------------------------------------- | --------------- | ------------------ | --------------- | ----- | --------------------- |
| 1  | 화군공 (Hòa Quận Công /和郡公)   |                         | 응우옌하 (Nguyễn Hà /阮河 /완하)                      | ? ~ 1576년      | 단국태부인         | 6남             |       |                       |
| 2  | 이인공 (Lỵ Nhân Công /蒞仁公)    |                         | 응우옌한 (Nguyễn Hán /阮漢 /완한)                     | ? ~ 1593년      |                    | 2남             | [ 2 ] | [ 3 ]                 |
| 3  |                                  |                         | 응우옌타인 (Nguyễn Thành /阮成 /완성)                 |                 |                    |                 |       | 요절함.               |
| 4  | 호군공 (Hào Quận Công /豪郡公)   | 의열 (Nghĩa Liệt /義烈) | 응우옌지엔 (Nguyễn Diễn /阮演 /완연)                  | ? ~ 1598년      |                    | 4남             | [ 4 ] |                       |
| 5  | 금군공 (Cẩm Quận Công /錦郡公)   | 웅준 (Hùng Tuấn /雄俊)  | 응우옌하이 (Nguyễn Hải /阮海 /완해)                   | ? ~ 1616년      |                    | 4남             |       | [ 3 ]                 |
| 6  | 서국공 (Thụy Quốc Công /瑞國公)  |                         | 응우옌 푹 응우옌 (Nguyễn Phúc Nguyên /阮福源 /완복원) | 1563년 ~ 1635년 | 자량의비 응우옌 티 | 12남 4녀 +1양녀 | [ 5 ] | 응우옌 주 제2대 군주. |
| 7  | 문군공 (Văn Quận Công /文郡公)   |                         | 응우옌 푹 히엡 (Nguyễn Phúc Hiệp /阮福洽 /완복흡)     |                 |                    |                 |       | [ 6 ]                 |
| 8  | 우군공 (Hữu Quận Công /右郡公)   |                         | 응우옌 푹 짯 (Nguyễn Phúc Trạch /阮福澤 /완복택)      |                 |                    |                 |       |                       |
| 9  | 의군공 (Nghĩa Quận Công /義郡公) |                         | 응우옌 푹 즈엉 (Nguyễn Phúc Dương /阮福洋 /완복양)    |                 |                    |                 |       |                       |
| 10 | 상군공 (Tường Quận Công /祥郡公) | 충의 (Trung Nghị /忠誼) | 응우옌 푹 케 (Nguyễn Phúc Khê /阮福溪 /완복계)        | 1589년 ~ 1646년 | 명덕왕태비         |                 | [ 7 ] | [ 8 ]                 |

### 공녀
| - | 봉호 | 시호 | 이름                                                          | 생몰년도   | 생모 | 부마   | 별칭   | 비고 |
| - | ---- | ---- | ------------------------------------------------------------- | ---------- | ---- | ------ | ------ | ---- |
| 1 |      |      | 응우옌 티 응옥띠엔 (Nguyễn Thị Ngọc Tiên /阮氏玉僊 /완씨옥선) |            |      | [ 9 ]  |        |      |
| 2 |      |      | 응우옌 티 응옥뚜 (Nguyễn Thị Ngọc Tú /阮氏玉秀 /완씨옥수)     | ? ~ 1631년 |      | [ 10 ] | [ 11 ] |      |

## 평가
응우옌호앙은 응우옌 주의 기초를 닦은 인물로 보편적 인정을 받고 있다. 그는 또한 응우옌 주와 일본 간의 긴밀한 관계를 시작하였다. 일찍이 일본의 상인인 후나모토 아키사다(船本顯定, 彌七郞)을 양자로 거두기도 하였다.

## 기년
- 《대남식록》 기준으로 정리함.

| 태조            | 원년             | 2년        | 3년                | 4년        | 5년              | 6년                | 7년        | 8년        | 9년        | 10년       |
| 서기            | 1558년           | 1559년     | 1560년             | 1561년     | 1562년           | 1563년             | 1564년     | 1565년     | 1566년     | 1567년     |
| 육십간지        | 갑오(戊午)       | 기미(己未) | 경신(庚申)         | 신유(辛酉) | 임술(壬戌)       | 계해(癸亥)         | 갑자(甲子) | 을축(乙丑) | 병인(丙寅) | 정묘(丁卯) |
| 후 레 왕조 연호 | 찐찌 (正治) 원년 | 2년        | 3년                | 4년        | 5년              | 6년                | 7년        | 8년        | 9년        | 10년       |
| 태조            | 11년             | 12년       | 13년               | 14년       | 15년             | 16년               | 17년       | 18년       | 19년       | 20년       |
| 서기            | 1568년           | 1569년     | 1570년             | 1571년     | 1572년           | 1573년             | 1574년     | 1575년     | 1576년     | 1577년     |
| 육십간지        | 무진(戊辰)       | 기사(己巳) | 경오(庚午)         | 신미(辛未) | 임신(壬申)       | 계유(癸酉)         | 갑술(甲戌) | 을해(乙亥) | 병자(丙子) | 정축(丁丑) |
| 후 레 왕조 연호 | 11년             | 12년       | 13년               | 14년       | 홍푹 (洪福) 원년 | 자타이 (嘉泰) 원년 | 2년        | 3년        | 4년        | 5년        |
| 태조            | 21년             | 22년       | 23년               | 24년       | 25년             | 26년               | 27년       | 28년       | 29년       | 30년       |
| 서기            | 1578년           | 1579년     | 1580년             | 1581년     | 1582년           | 1583년             | 1584년     | 1585년     | 1586년     | 1587년     |
| 육십간지        | 무인(戊寅)       | 기묘(己卯) | 경진(庚辰)         | 신사(辛巳) | 임오(壬午)       | 계미(癸未)         | 갑신(甲申) | 을유(乙酉) | 병술(丙戌) | 정해(丁亥) |
| 후 레 왕조 연호 | 꽝흥 (光興) 원년 | 2년        | 3년                | 4년        | 5년              | 6년                | 7년        | 8년        | 9년        | 10년       |
| 태조            | 31년             | 32년       | 33년               | 34년       | 35년             | 36년               | 37년       | 38년       | 39년       | 40년       |
| 서기            | 1588년           | 1589년     | 1590년             | 1591년     | 1592년           | 1593년             | 1594년     | 1595년     | 1596년     | 1597년     |
| 육십간지        | 무자(戊子)       | 기축(己丑) | 경인(庚寅)         | 신묘(辛卯) | 임진(壬辰)       | 계사(癸巳)         | 갑오(甲午) | 을미(乙未) | 병신(丙申) | 정유(丁酉) |
| 후 레 왕조 연호 | 11년             | 12년       | 13년               | 14년       | 15년             | 16년               | 17년       | 18년       | 19년       | 20년       |
| 태조            | 41년             | 42년       | 43년               | 44년       | 45년             | 46년               | 47년       | 48년       | 49년       | 50년       |
| 서기            | 1598년           | 1599년     | 1600년             | 1601년     | 1602년           | 1603년             | 1604년     | 1605년     | 1606년     | 1607년     |
| 육십간지        | 무술(戊戌)       | 기해(己亥) | 경자(庚子)         | 신축(辛丑) | 임인(壬寅)       | 계묘(癸卯)         | 갑진(甲辰) | 을사(乙巳) | 병오(丙午) | 정미(丁未) |
| 후 레 왕조 연호 | 21년             | 22년       | 호앙딘 (弘定) 원년 | 2년        | 3년              | 4년                | 5년        | 6년        | 7년        | 8년        |
| 태조            | 51년             | 52년       | 53년               | 54년       | 55년             | 56년               |            |            |            |            |
| 서기            | 1608년           | 1609년     | 1610년             | 1611년     | 1612년           | 1613년             |            |            |            |            |
| 육십간지        | 무신(戊申)       | 기유(己酉) | 경술(庚戌)         | 신해(辛亥) | 임자(壬子)       | 계축(癸丑)         |            |            |            |            |
| 후 레 왕조 연호 | 9년              | 10년       | 11년               | 12년       | 13년             | 14년               |            |            |            |            |

## 같이 보기
- 후 레 왕조